# Pfarrkirche Speisendorf

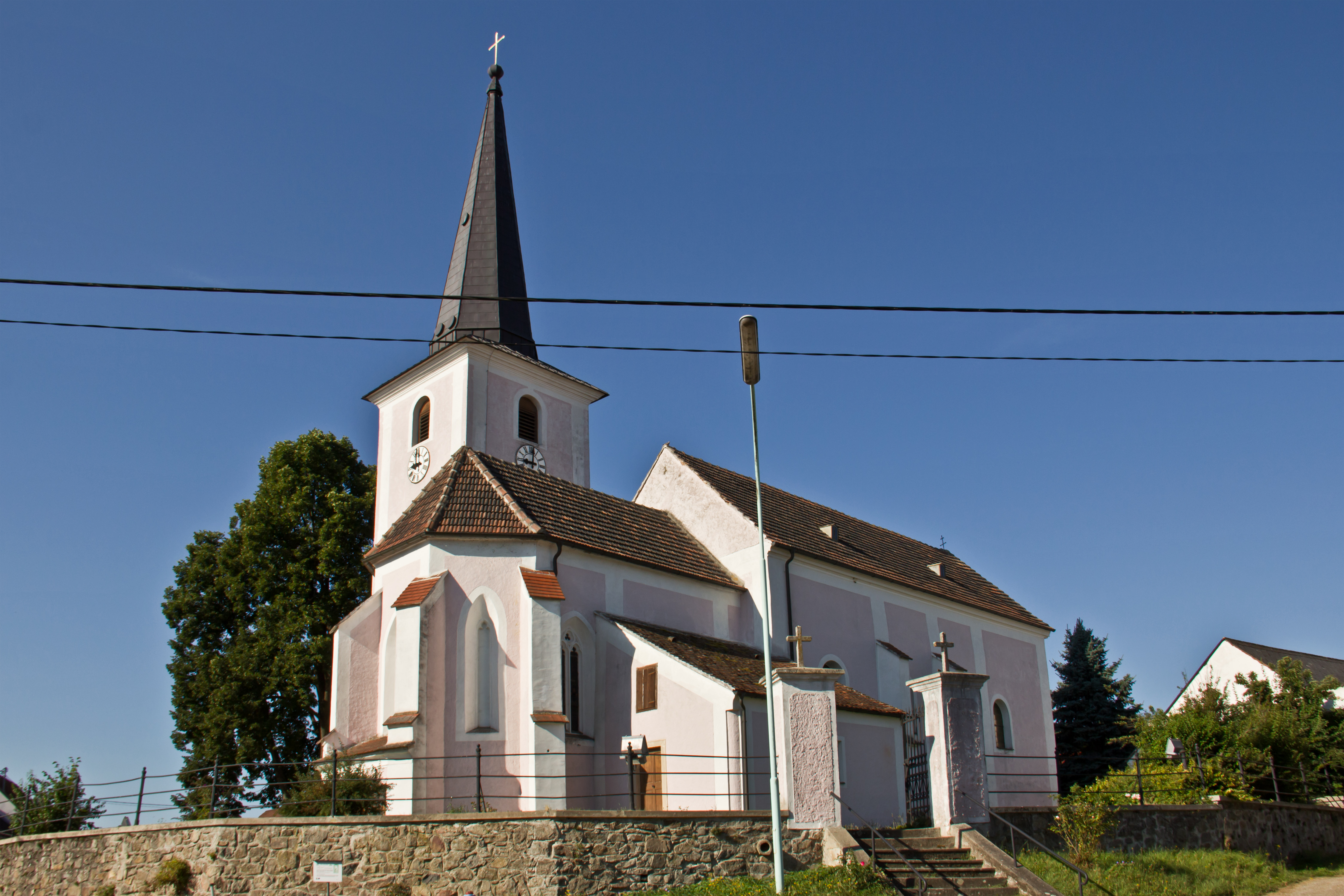
Katholische Pfarrkirche hl. Nikolaus in Speisendorf

Die römisch-katholische Pfarrkirche Speisendorf steht etwas erhöht in den Anger geschoben im Nordwesten der Ortschaft Speisendorf in der Stadtgemeinde Raabs an der Thaya im Bezirk Waidhofen an der Thaya in Niederösterreich. Die dem Patrozinium des hl. Nikolaus von Myra unterstellte Pfarrkirche gehört zum Dekanat Waidhofen an der Thaya in der Diözese St. Pölten. Die Kirche steht unter Denkmalschutz (Listeneintrag).

## Geschichte
Im 13. Jahrhundert eine Pfarre wurde 1335 die Kirche geweiht. Speisendorf war anfangs ein Wallfahrtsort. Im Jahr 1630 wurde Speisendorf eine Filiale der Pfarre Obergrünbach und wurde 1784 wiederum Pfarre.
Der gotische Chor entstand um 1400. Das Langhaus wurde im späten 15. Jahrhundert umgebaut. 1718/1719 wurde die Kirche renoviert und 1740 im Westen erweitert.

## Architektur
Die im Kern romanische und barockisierte Saalkirche mit einem gotischen Chor und einem Südturm war ursprünglich von einem Friedhof umgeben.

## Einrichtung

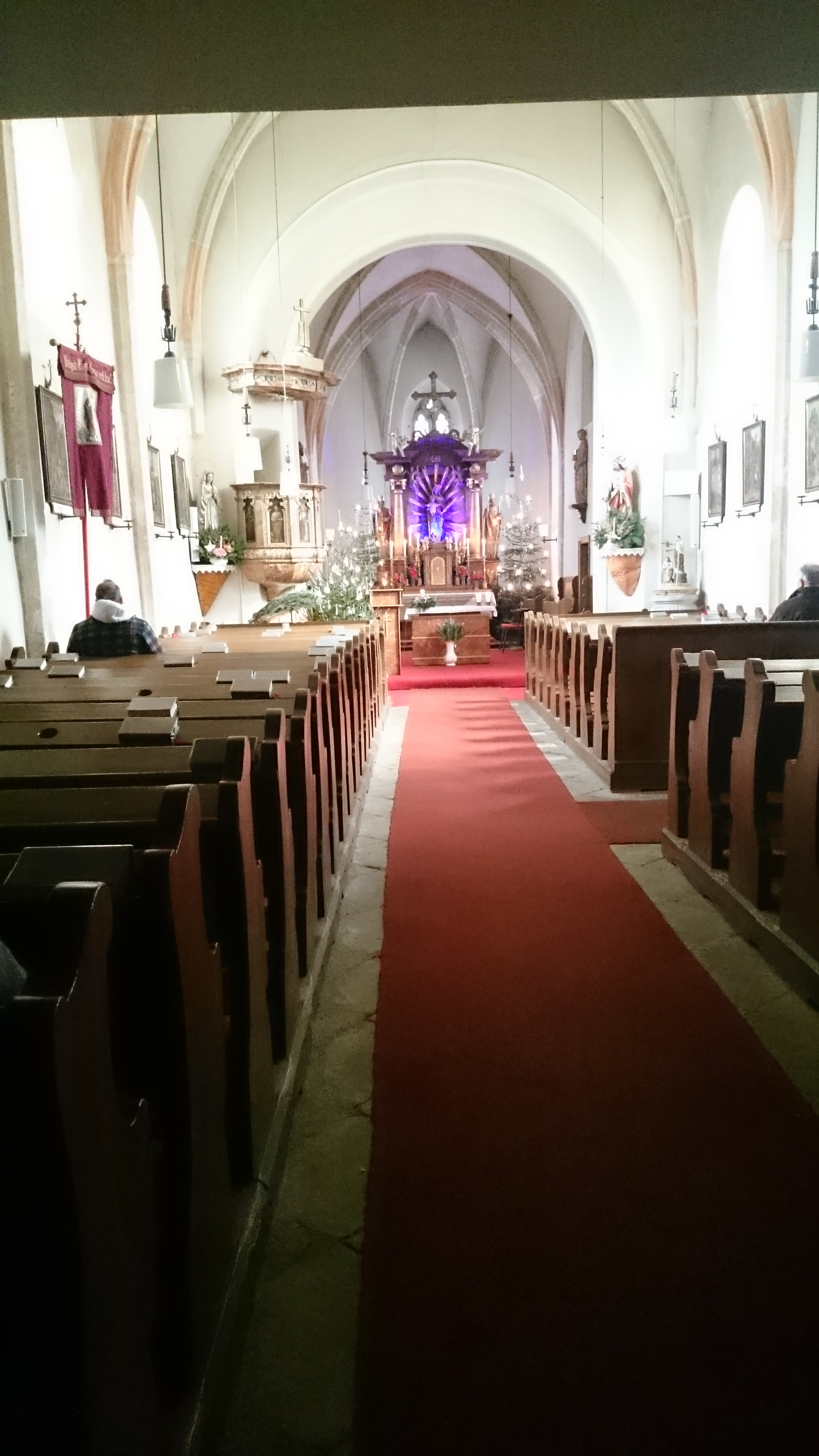
Innenansicht Pfarrkirche Speisendorf

Der neobarocke Hochaltar hat eine marmorierte Säulenädikula und trägt die mittige Figur Maria mit Kind sowie die Seitenfiguren der Heiligen Nikolaus und Ulrich um 1900.
Die Orgel baute Johann M. Kauffmann 1894. Eine Glocke nennt Johann Gottlieb Jenichen 1845.

## Grabdenkmäler
- Eine mittelalterliche Grabplatte mit einem Stangenkreuz dient als Türstaffel.